# Abbaye de Noirlac
L'abbaye de Noirlac est une abbaye cistercienne située à Bruère-Allichamps, près de Saint-Amand-Montrond, dans le département du Cher. C'est une des abbayes cisterciennes les mieux préservées. Acquise par le département du Cher en 1909, restaurée de 1950 à 1980, elle est actuellement un centre culturel de rencontre, membre du réseau européen des centres de rencontre,. L'abbaye de Noirlac est membre de la Charte des abbayes et sites cisterciens d'Europe.
L'abbaye est fondée en 1136, l'acte de donation qui permet le début de la constitution du patrimoine est de 1150; les bâtiments sont construits dans le deuxième tiers du XIIe siècle et au XIIIe siècle. Son apogée au XIIIe siècle est suivie d'une période de lent déclin, due à la guerre de Cent Ans, et au relâchement de l'observation des règles. Elle passe, comme les autres abbayes, sous le régime de la commende au XVIe siècle, est sérieusement endommagée sous la Fronde, mais restaurée au XVIIIe siècle. Vendue comme bien national à la Révolution, sans être divisée en lots, puis transformée en usine de porcelaine au XIXe siècle, elle est acquise par le département du Cher en 1909. Elle abrite pendant une courte période un orphelinat, puis sert un moment de camp de réfugiés espagnols, et enfin d'annexe de l'hospice de Saint-Amand. Paradoxalement, ces différentes affectations ont permis sa relative bonne conservation puisque les bâtiments sont réutilisés, et donc préservés.

## Description

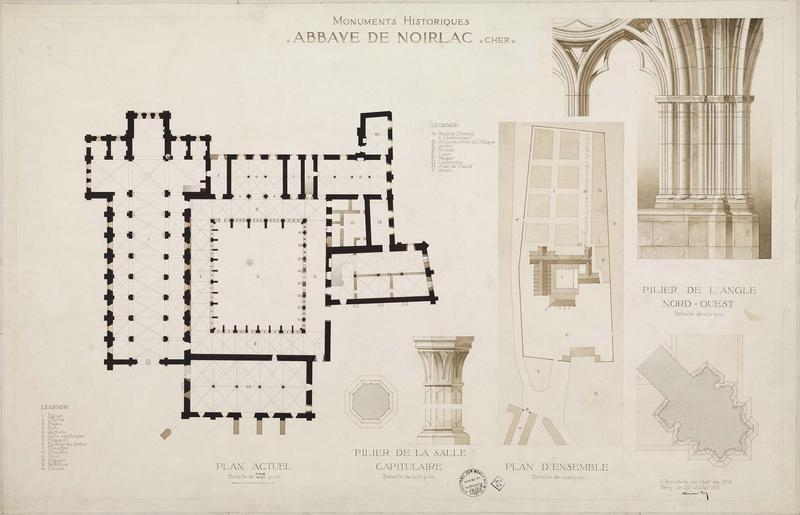
Lucien Roy, Plan d'ensemble de l’abbaye, 20 juillet 1912.

### Organisation autour du cloître

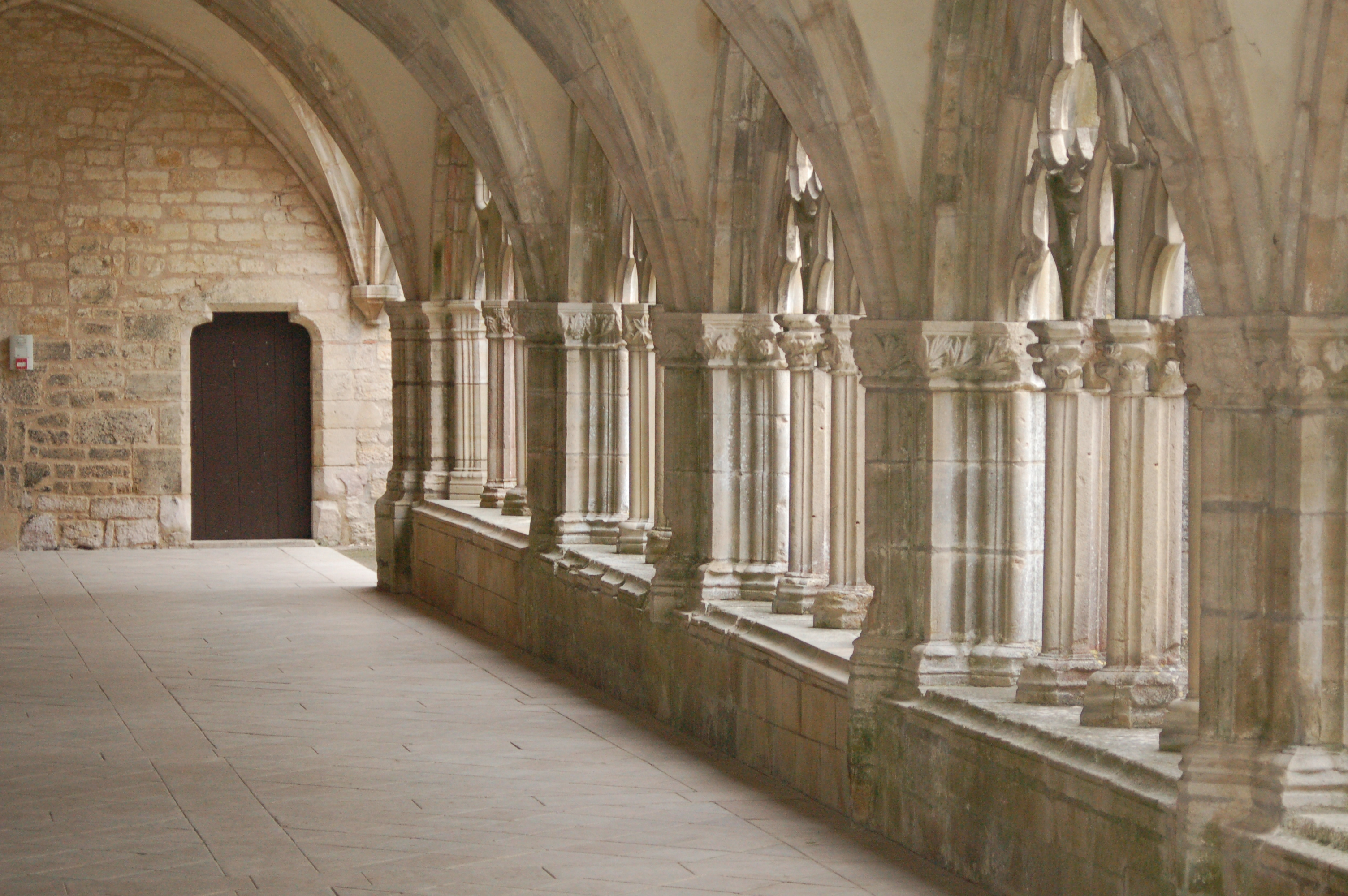
Galerie ouest du cloître. Au fond la porte d'accès à l'église abbatiale réservée aux convers.

Les règles cisterciennes imposent une stricte séparation entre la double communauté constituée des moines et des convers. L'organisation des bâtiments, dans l’architecture cistercienne, assure le respect de cette séparation. Les principaux bâtiments s'organisent autour du cloître à quatre galeries qui est un espace de circulation réservé aux moines et qui permet d'accéder à l'ensemble des bâtiments qui leur sont destinés.
Au-delà des bâtiments groupés autour du cloître se développent les communs (qui aujourd'hui abritent la billetterie), le cimetière (au nord, il a disparu), les jardins à l'est, et l'ancienne entrée, maintenant incorporée au petit bourg.
La porte d'entrée du cloître date du réaménagement du XVIIIe siècle. Elle se trouve à l'angle sud-ouest, à côté du cellier. C'est par cette porte que se fait l'accès lors d'événements culturels qui ont lieu dans le cloître.
Le cloître actuel date des XIIIe et XIVe siècles. Le cloître primitif est plus ancien; la galerie Est date du début de la construction de l'église, au milieu du XIIe siècle. La galerie Nord permet d'accéder à l’église abbatiale par deux portes, l'une donnant dans la première travée, réservée aux convers, et l’autre dans la dernière travée, réservée aux moines. La galerie Est dessert la sacristie (qui elle-même communique avec l'église), la salle capitulaire, l'escalier du XVIIIe siècle d'accès au dortoir des moines et le chauffoir. Dans la galerie Est, tout près de l'église, on peut voir un arceau de pierre : c'est l'enfeu du XIIe siècle qui aurait contenu le squelette de l'abbé Robert. La galerie Sud (dont la voûte s'est effondrée lors de l'usage de l'abbaye comme fabrique de porcelaine) dessert le réfectoire et la cuisine. La galerie Ouest n'ouvre pas sur le bâtiment réservé aux convers auquel les moines n'avaient pas accès. Avant la construction de cette galerie, une autre galerie fermait le cloître plus à l'est, et il y avait entre la galerie et le bâtiment des convers une allée appelée ruelle des convers. Ces ruelles existaient dans pratiquement toutes les abbayes cisterciennes.

### Église abbatiale

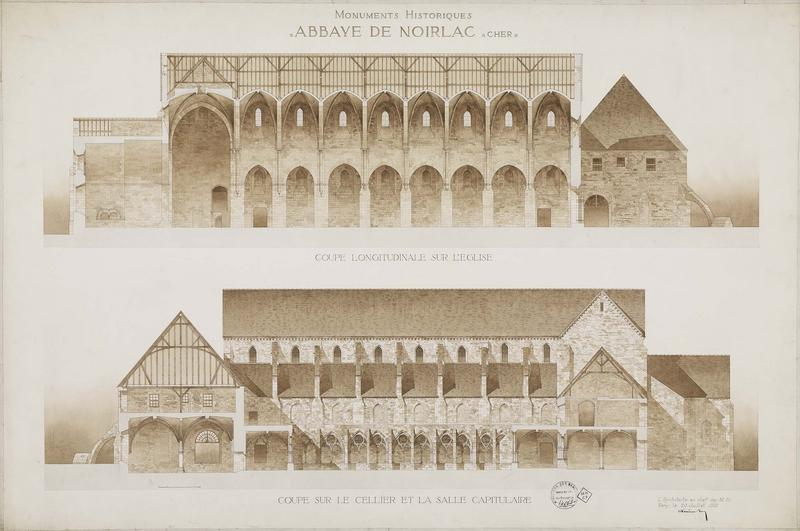
Lucien Roy, Coupe longitudinale sur l’église, 20 juillet 1912. Sur ce relevé, on peut voir de petits changements dans les trois colonnettes autour des travées les plus à gauche et les autres.

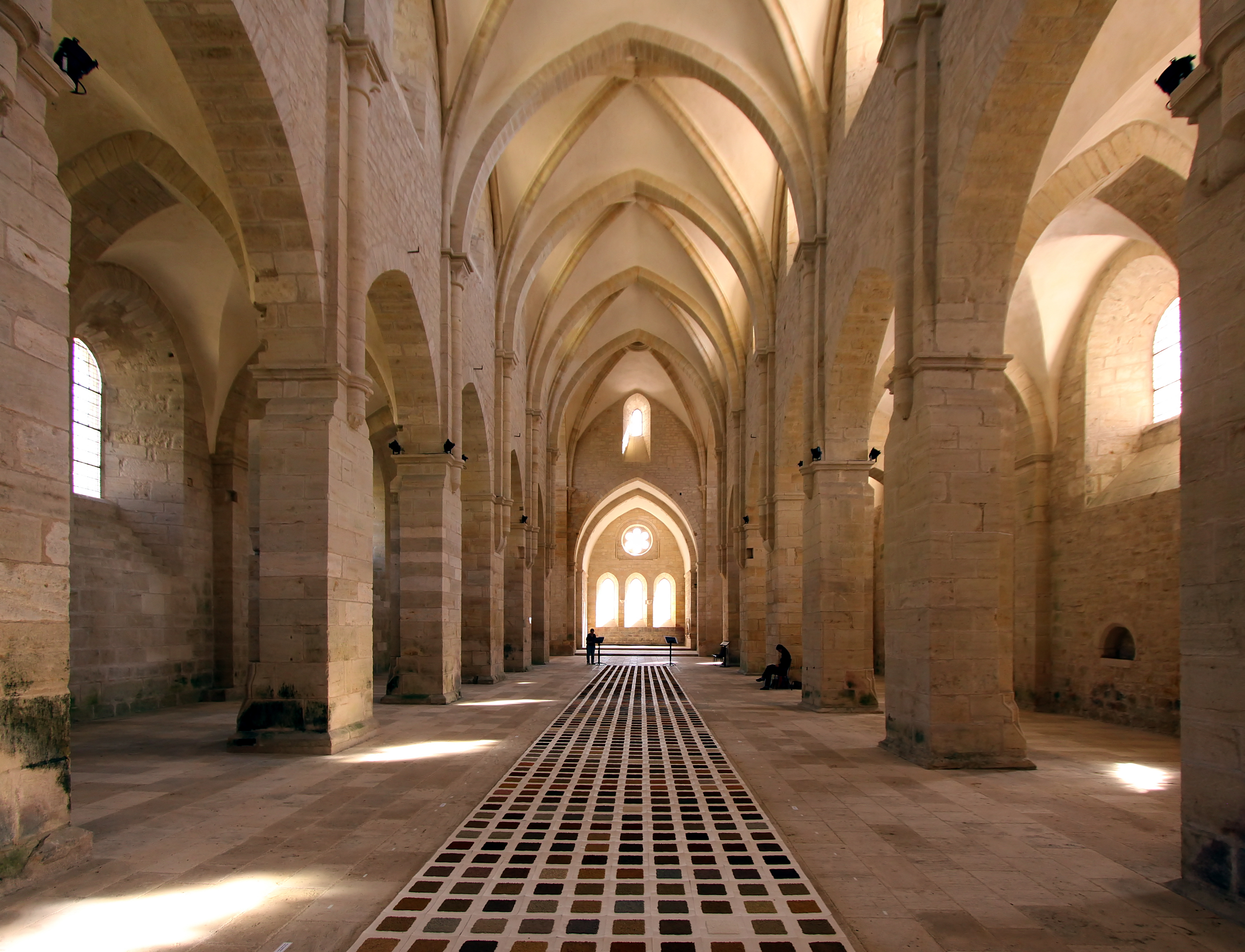
La nef et le chœur.

L'église est construite suivant les besoins de la liturgie cistercienne. Le chœur est peu profond, avec un seul autel, un chevet plat, deux chapelles latérales, de chaque côté ouvrant sur le transept. La nef accueille successivement, les moines, les infirmes et malades, et les convers, les bas-côtés sont réservés aux hôtes et aux serviteurs.
| Longueur de l'église                   | 59 m            |
| Longueur du transept                   | 28 m            |
| Largeur du transept                    | 7,95 m          |
| Largeur de la nef                      | 7,95 m          |
| Largeur de la nef avec les collatéraux | 17,50 m         |
| Largeur du sanctuaire                  | 7,10 m          |
| Chapitre                               | 12,70 × 8,50 m  |
| Réfectoire                             | 24,25 × 11,35 m |
| Salle des moines                       | 16,95 × 8,30 m  |
Les accès répondent aux usages cisterciens : une porte aménagée dans le mur nord du bras nord du transept donne sur (l'ancien) cimetière des moines; une porte dans le mur sud du bras sud mène à la sacristie, une autre en hauteur permet l'accès direct au dortoir des moines, une porte dans la dernière travée sud est réservée aux moines, celle de la première travée sud aux convers. La porte ouest pour les hôtes ouvrait sur un auvent (aujourd'hui détruit). Ce plan reprend les grandes lignes de l'abbatiale de Fontenay.
Les travaux de construction ont commencé par le chœur, le transept et les deux dernières travées de la nef. Dans une deuxième phase, les six premières travées et la façade ouest ont été ajoutées. On peut apercevoir de subtils changements architecturaux entre la sixième et la septième travée. Le début du chantier se situe entre 1136 et 1150. La deuxième partie des travaux est achevée avant 1230.

#### Le chevet et le transept

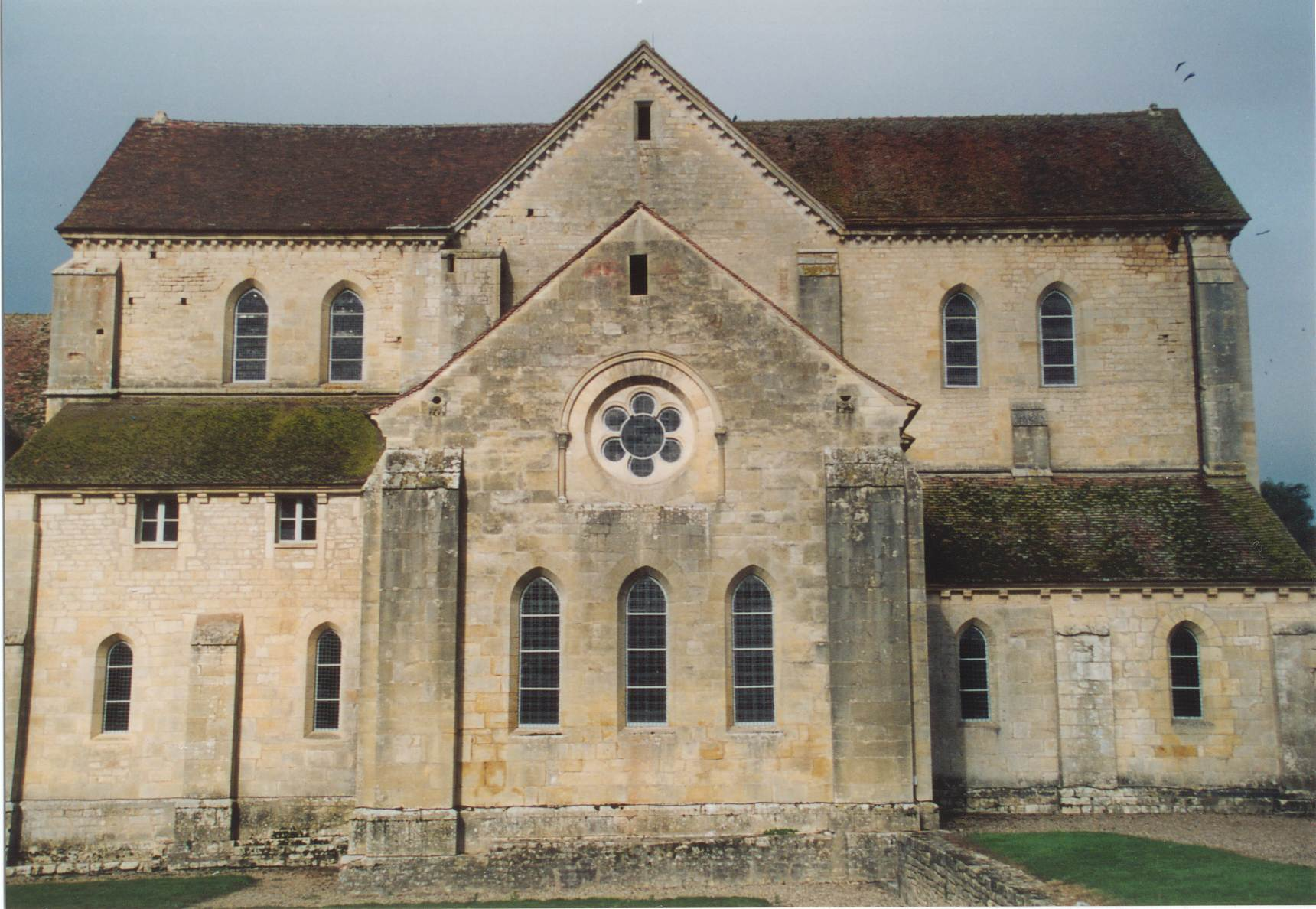
Le chevet et le transept.

Dans son état actuel, le chevet est composé d'un chœur, plus bas que le reste de l'édifice, fermé par un mur plat encadré de deux contreforts. Le mur est percé de trois lancettes brisées surmontées d'une rose. Les quatre chapelles latérales sont chacune éclairée par une lancette nettement plus petite. Le début de la construction se situe entre 1136 et 1150 et le transept était vraisemblablement achevé vers 1150. Une piscine liturgique est aménagée dans le mur sud du chœur.
En 1940, les deux travées du transept étaient encore surmontées d'un étage. Lors de la restauration, l'étage nord, en mauvais état et relativement récent, est supprimé, alors que l’étage sud, datant du XVIIIe siècle, est conservé et remis en état. La voûte de la croisée du transept est dotée d'une clé à oculus qui permettait de laisser passer les cordes des cloches situées au-dessus de la croisée.
Le chapitre général de l'ordre cistercien a édicté en 1157 des prescriptions précises à propos de l'usage et de la localisation des cloches dans les maisons de l'ordre : pas de clochers en pierre, seulement des clochers en bois, de petites dimensions. Le poids des cloches est limité à 500 livres, et seules deux cloches sont permises. La charpente du transept a été conservée. Le clocher a disparu, mais son plan est encore discernable dans l’enrayure de la croisée du transept. Une analyse dendrochronologique effectuée en 1999 permet de dater la charpente du bras sud de 1170, celle du bras nord vers 1187/1188, en même temps que le clocher.

#### La façade ouest
La façade ouest a souffert de destructions importantes en partie effacées par les restaurations récentes. L'accès à l'église se faisait par un portail sous un porche détruit lors de l'incendie de l'abbaye (cet incendie est attribué parfois à l'armée huguenote de 1562, mais est probablement plutôt une conséquence des batailles durant la Fronde). On ne voit plus que deux colonnes et les amorces de voûtes d'ogives. Au-dessus du portail, une seule rose d'origine. À droite, on aperçoit encore une bouche à feu, vestige des fortifications du monastère au cours de la guerre de Cent Ans. Elle est placée sous la baie murée qui éclairait les combles.

### Le bâtiment des moines

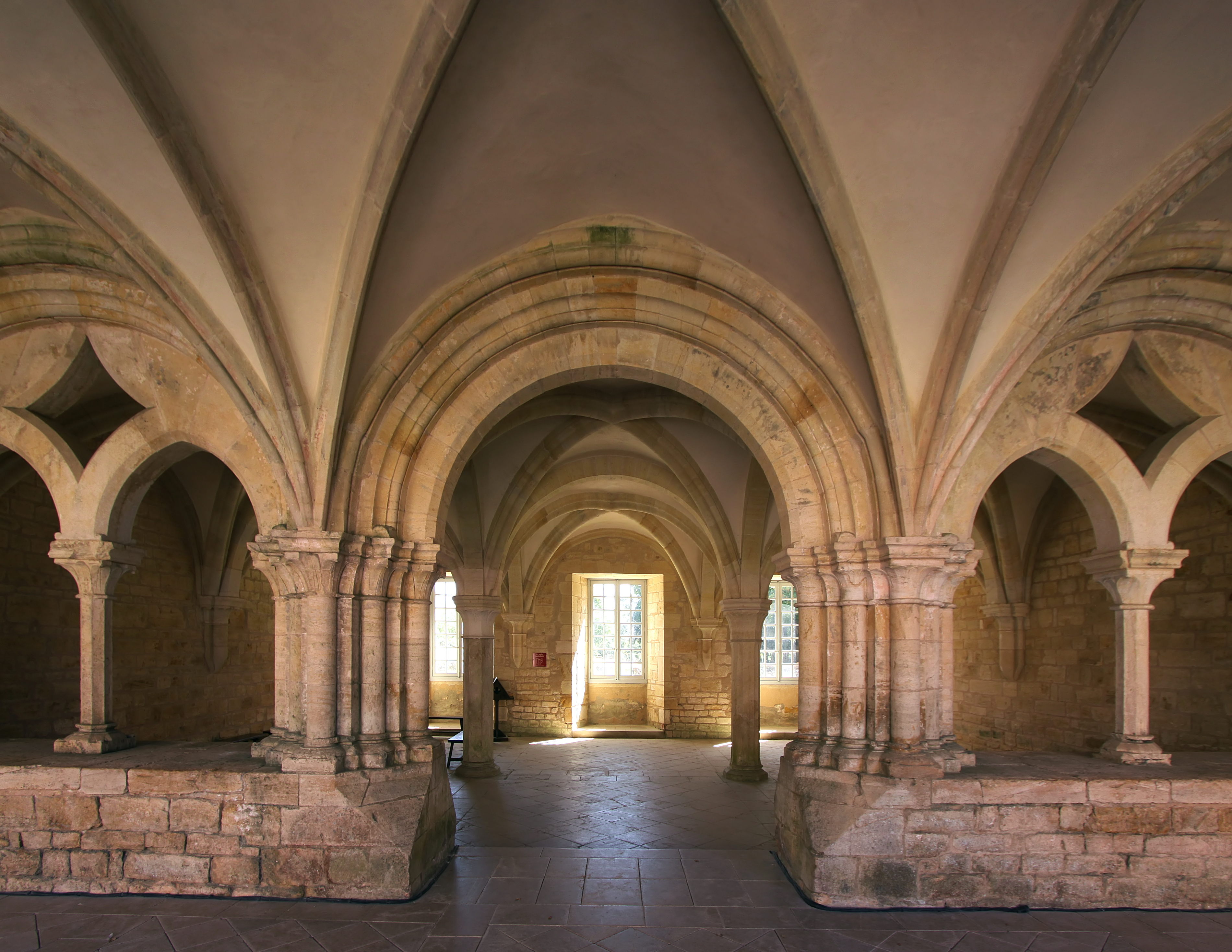
La salle capitulaire, vue depuis la galerie est du cloître.

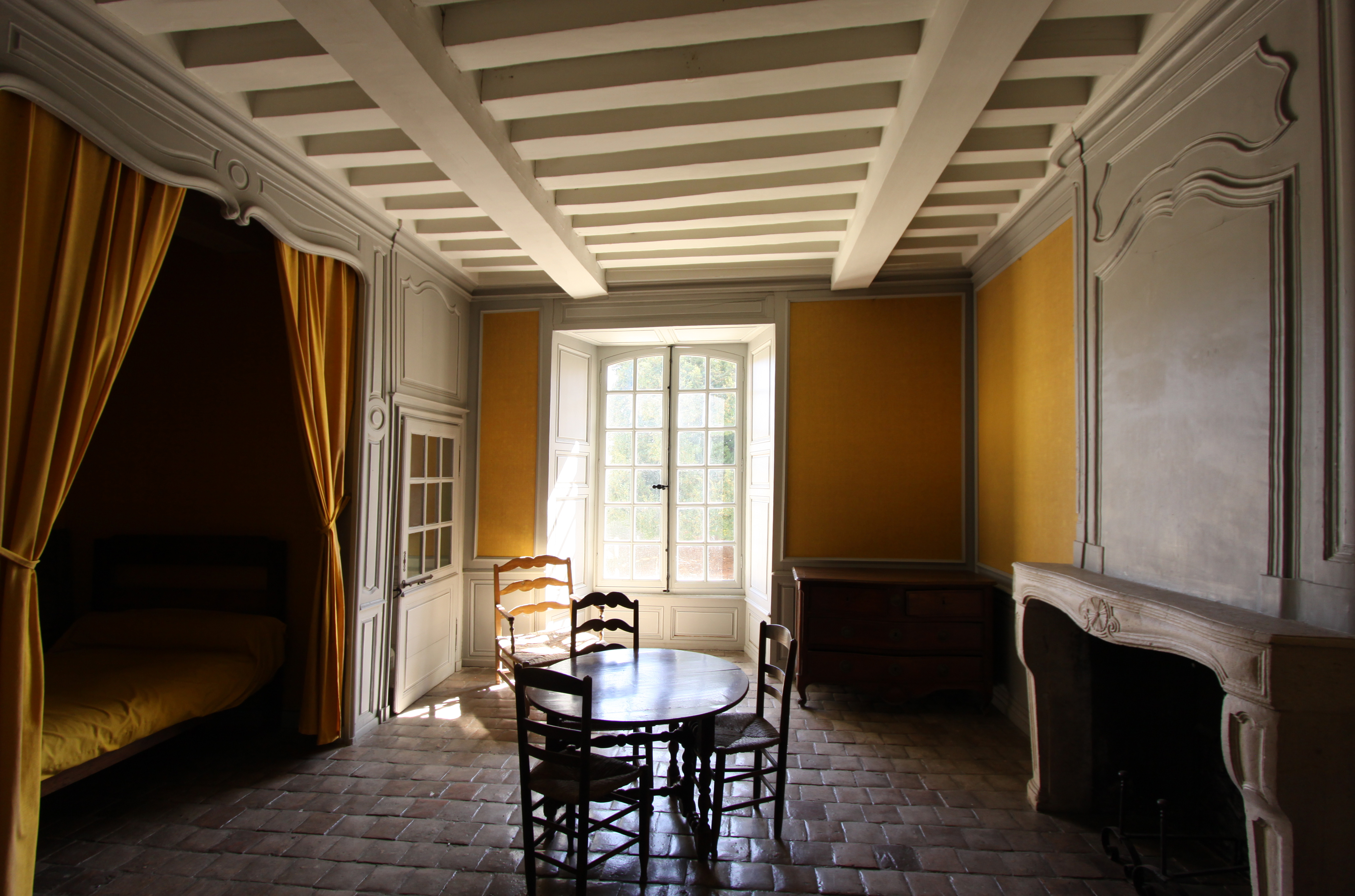
Une des chambres du « dortoir » aménagée au XVIIIe siècle.

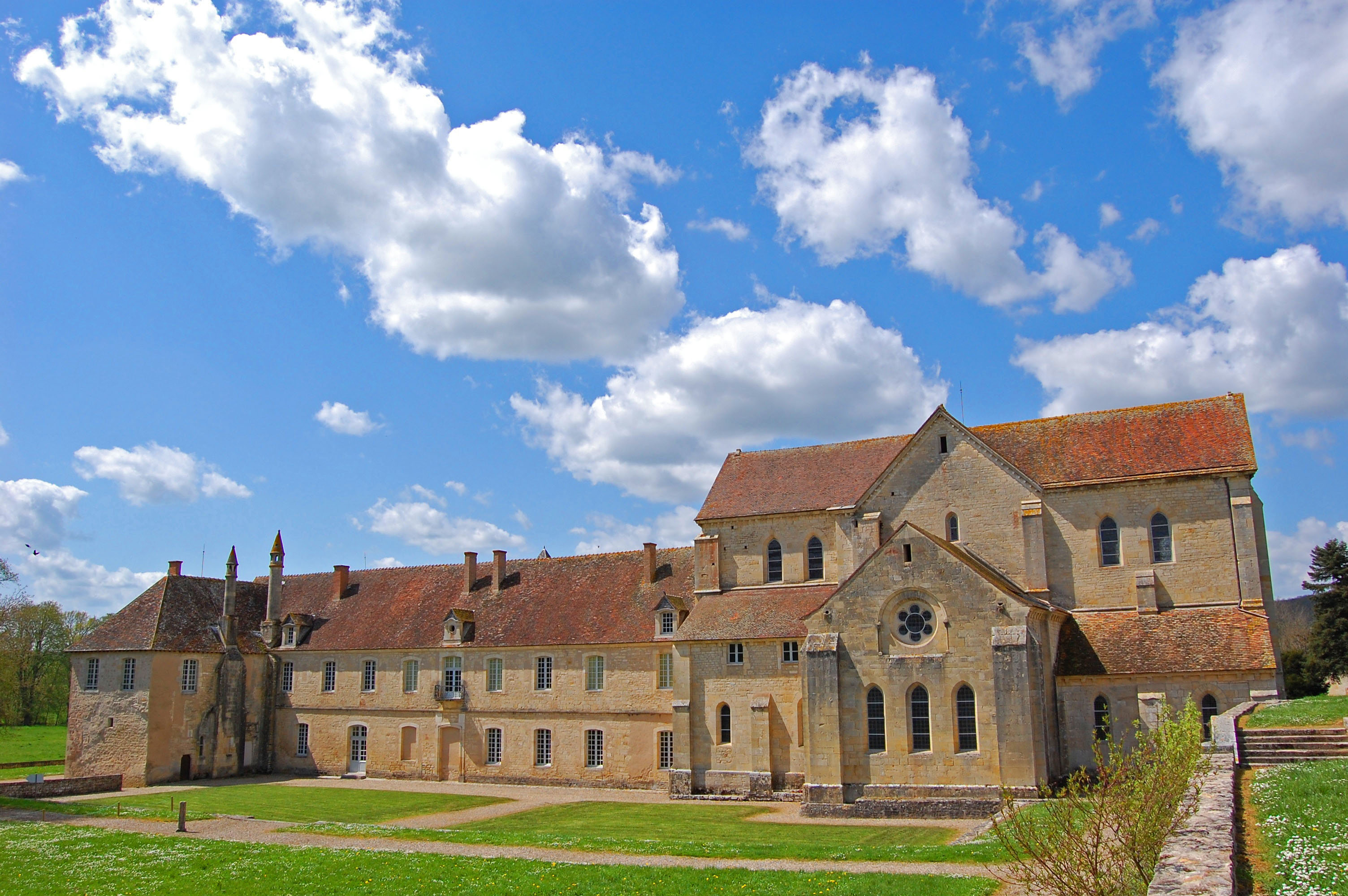
Façade est : le chevet de l'abbatiale, le bâtiment des moines avec, à étage, les chambres, et l'aile en retour à l’extrémité sud.

La partie est du cloître est exclusivement réservée aux moines. Elle a subi d'importantes remaniements au XVIIIe siècle, et a été très restaurée au XXe siècle. Le bâtiment compte deux niveaux, un rez-de-chaussée qui abrite la sacristie, la salle capitulaire, un passage en direction du jardin, l'escalier des moines, la parloir et une salle dotée d'une cheminée identifiée au chauffoir.
L'étage était occupé par le dortoir des moines et par la chambre de l’abbé située au-dessus de la travée détruite de la sacristie et encore mentionnée dans l’État général de tous les meubles et ustensiles dressé en 1751. Depuis, des chambres ont été aménagées.

#### La salle capitulaire
La salle capitulaire était réservée aux réunions du chapitre, et servait aussi de salle de lecture. À la fin du XIIe siècle, les moines du chœur qui sont les seuls à avoir « voix au chapitre » sont une cinquantaine. Ils ne sont plus qu'une douzaine au XIIe siècle, et cinq en 1756. Cette salle est, dans les abbayes cisterciennes, généralement plus soignée. La communication est totale entre la salle et la galerie : la porte n’était pas close, et les baies latérales n’étaient pas vitrées. Les supports sont l'un octogonal, l'autre sculpté de cannelures. Les chapiteaux sont sculptés de feuilles, couronnés de tailloirs. Les baies du mur est ont été refaites au XVIIIe siècle lors des grands travaux de l’abbé d'Aurillac. Des fouilles ont permis la mise au jour de sépultures. Les dépouilles ne sont pas identifiées, mais le livre Gallia Christiana rapporte que la plupart des abbés, jusqu'au XVe siècle, ont été enterrés ici; se trouvaient également ici Ebbes de Charenton et plusieurs membres de sa famille.

#### Le dortoir des moines
Les moines dormaient dans une salle commune jusqu'à ce que le pape Alexandre VI, autour des années 1500, autorise les moines à dormir dans des cellules. Les aménagements faits par l'abbé d'Aurillac au XVIIIe siècle décrivent, en 1756, un « dortoir neuf dans lequel il y a sept chambres toutes fort propres et bien meublées ». Le couloir qui donne accès à six chambres (la septième citée est probablement l’ancienne chambre de l'abbé, maintenant détruite). Au milieu du couloir, un passage dessert deux chambres et permet l’accès au petit balcon qui ouvre sur les jardins. Les chambres sont ornées de boiseries et dotées d'une cheminée. Une alcôve aménagée entre deux petits cabinets contenait le lit.

#### L'aile en retour
L'aile en retour est une excroissance du bâtiment des moines, dans sa partie sud. Sa structure est en grande partie médiévale, elle a été remaniée au XVIIIe siècle, mais a été beaucoup transformée après la désaffectation de l’abbaye.
Au rez-de-chaussée, une pièce longue de deux travées et dotée d'une cheminée, est identifiée comme l'infirmerie. À l'étage est établi un petit appartement destiné au prieur (la personne qui remplace l'abbé en son absence), « composé d'une antichambre, une chambre, deux cabinets et un bûcher ».

### L'aile sud et le réfectoire

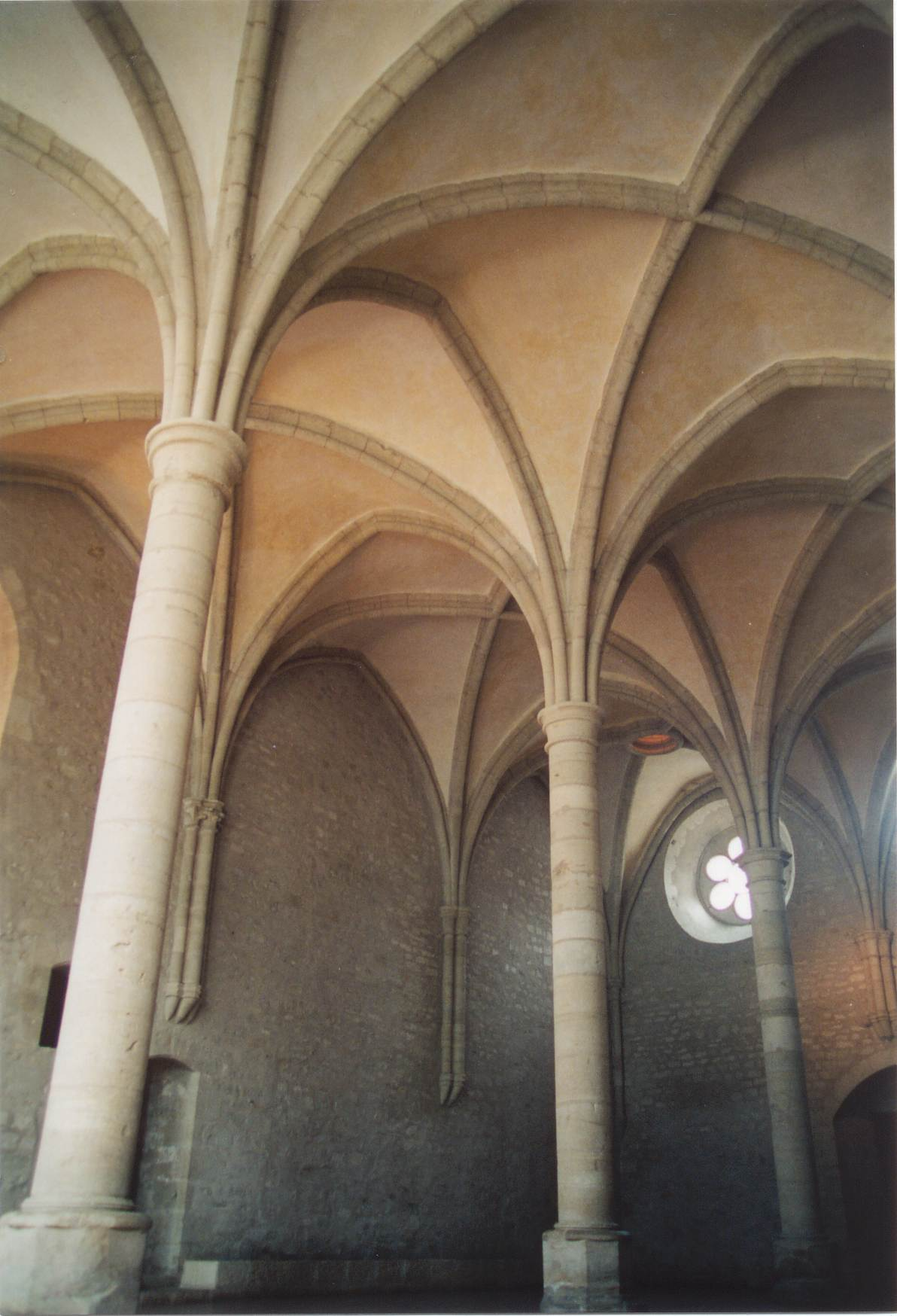
Le réfectoire.

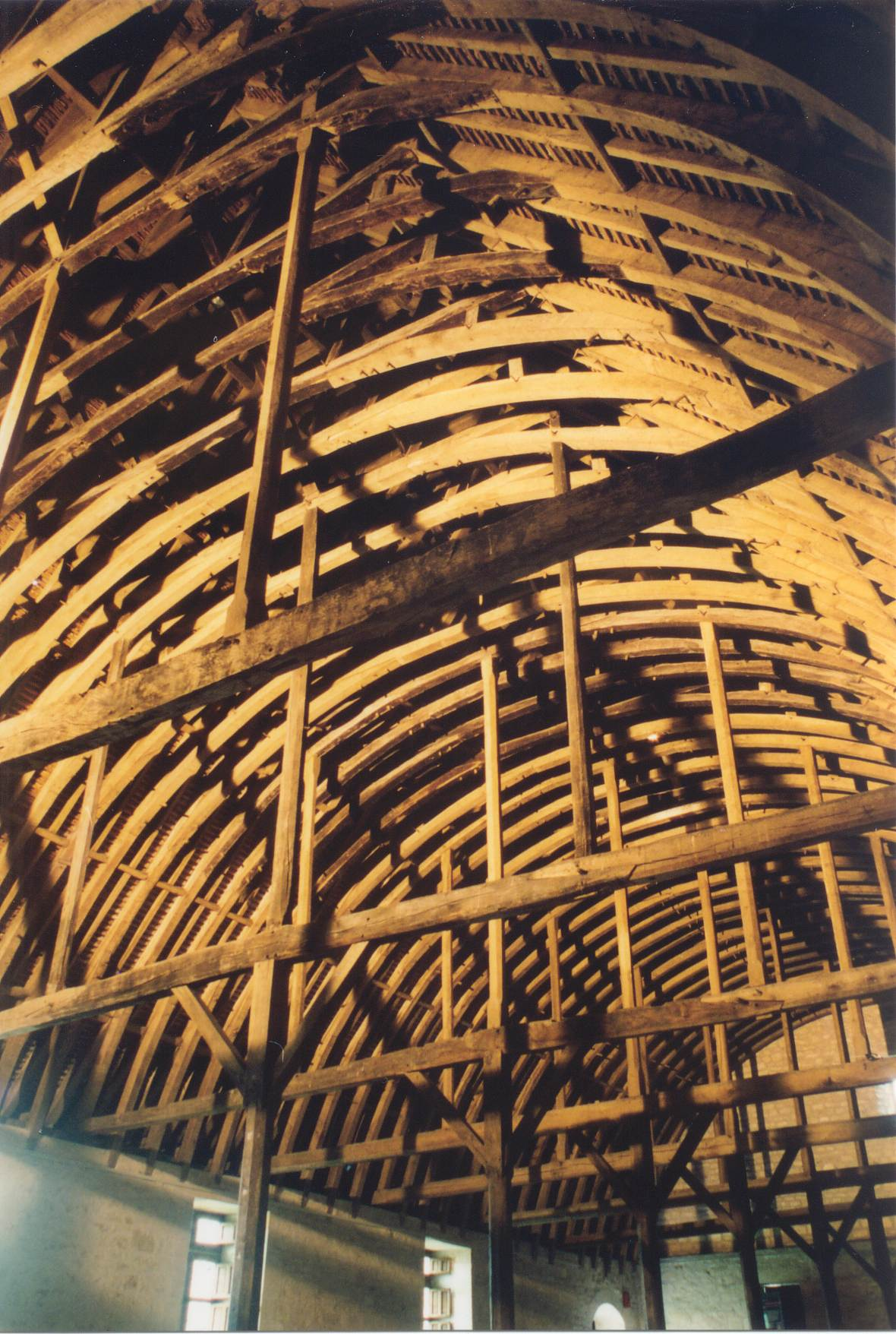
Le dortoir des convers avec la charpente restaurée.

Le réfectoire est la partie centrale de l'aile sud. À l'est, lui sont accolées deux vastes salles. Au nord, il y avait les cuisines et le réfectoire des convers, aujourd'hui disparus.
Le réfectoire des moines qui, à la suite de la restauration du XXe siècle, a retrouvé son volume originel, forme un long rectangle dont le mur sud est légèrement oblique, divisé en huit travées par trois hautes colonnes lisses, et couvert de voûtes d'ogives. Il est largement éclairé par des lancettes percées dans le pignon sud et des roses dans les pignons nord et sud. La chaire du lecteur est aménagée dans le mur ouest et est accessible par un escalier de quelques marches construit dans l’épaisseur du mur. Les vestiges des banquettes sur lesquelles les moines prenaient leur repas le long des parois sont encore visibles.
Avant la restauration contemporaine, les travaux de l’abbé d'Aurillac au milieu du XVIIIe siècle avaient radicalement changé la distribution intérieure du réfectoire et sa fonction. Un entresol a été posé et le réfectoire est devenu un appartement pour les hôtes divisé en plusieurs chambres : trois pièces au rez-de-chaussée désignées sous le terme d'« appartement d'en bas », trois autres à l'étage constituaient l'« appartement d'en haut ». Un escalier en pierre, à deux volées avec palier intermédiaire et rampe en fer forgé permettait de monter à l'étage. Lors de la récente restauration, cet escalier a été démonté et remonté dans la salle voisine. Il permet aujourd'hui d'accéder directement au dortoir des moines depuis cette salle.

### Le bâtiment des convers

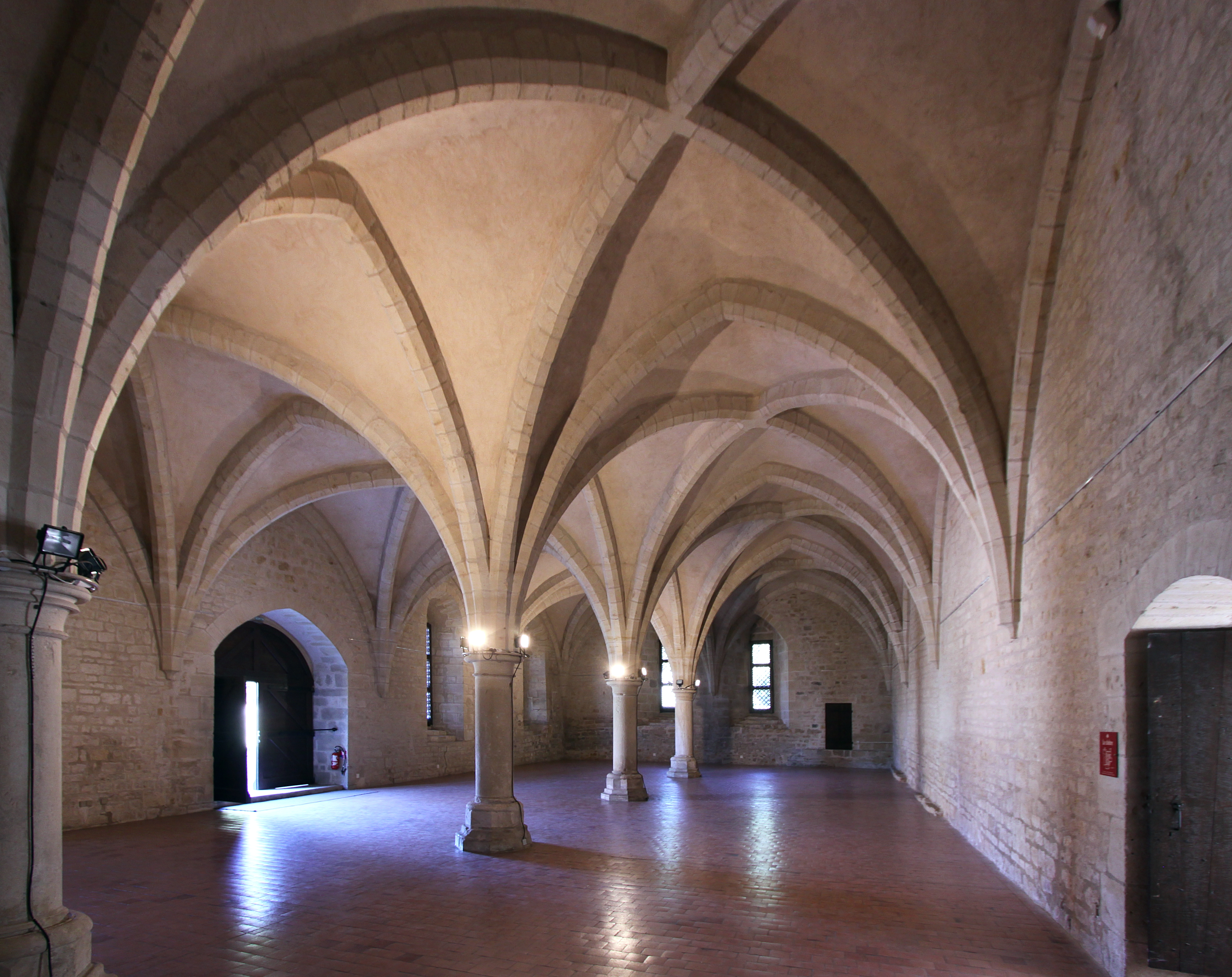
Le cellier.

Ce bâtiment est le seul de l'aile des convers qui est conservé, la cuisine et un réfectoire spécifique ont disparu.
Le rez-de-chaussée du bâtiment des convers est le cellier, où on stockait des réserves; on retrouvé des petits silos et une cuve. L'étage du bâtiment servait de dortoir. La charpente est restaurée. Une première charpente date des années 1240-1250, mais aucune analyse dendrochronologique n'a été effectuée. L'incendie du dortoir mentionné dans les sources est attesté par la présence de bois carbonisés.

### Les communs
Le bâtiment des communs abrite aujourd'hui l'accueil des visiteurs et le logement du gardien. L'ensemble de la construction date du XIIe siècle. La partie intérieure du rez-de-chaussée du bâtiment comptait alors au moins trois salles voûtées d'arêtes dont une salle centrale de vastes dimensions.

## Historique

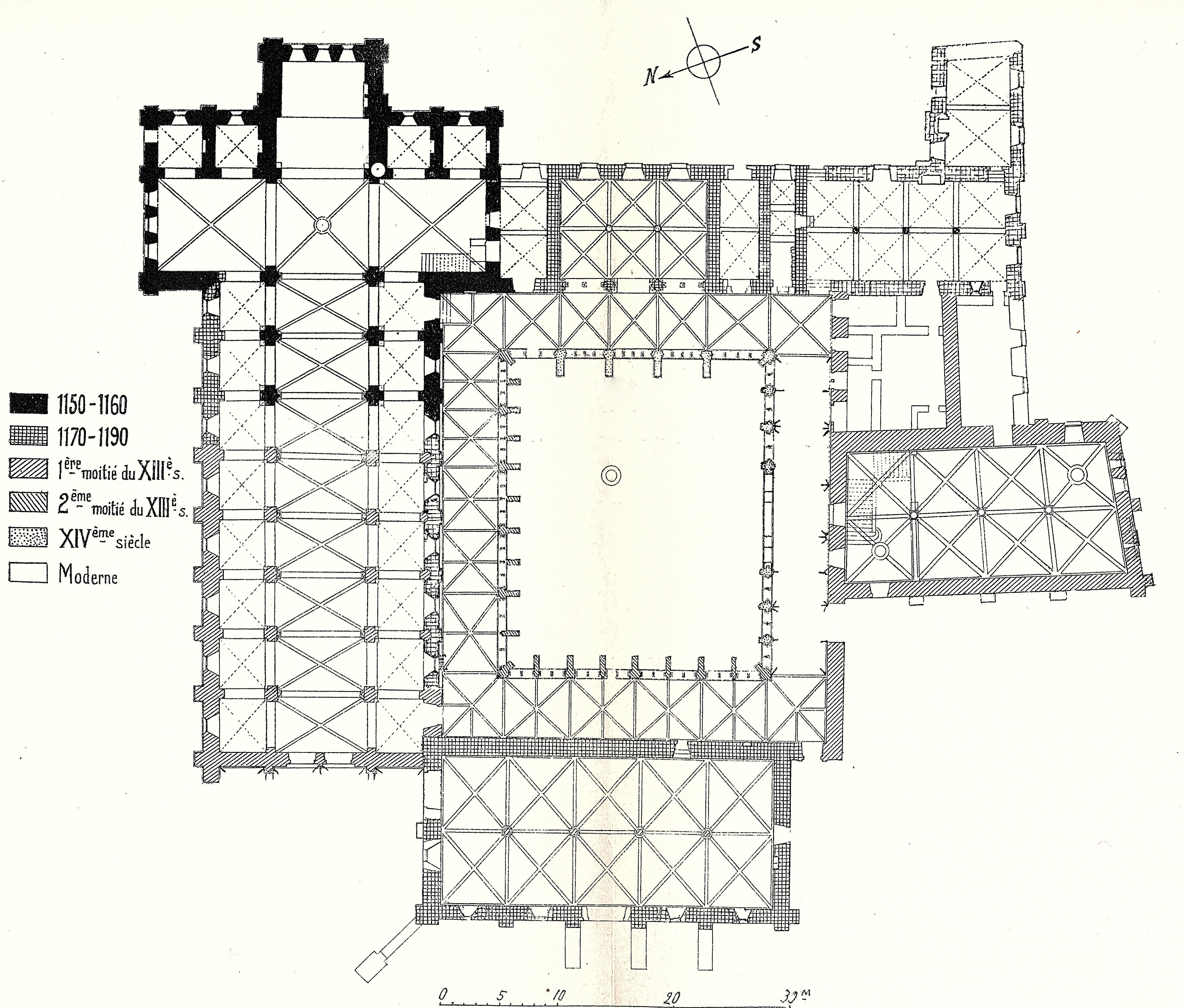
Plan de l'abbaye avec les périodes de construction d'après Marcel Aubert
(Congrès archéologique de France. Bourges. 1931).

### Fondation
L'abbaye est fondée en 1136, par un petit groupe de moines venus de l'abbaye de Clairvaux (Bourgogne). Elle se nomme alors Maison-Dieu et ne prend le nom de Noirlac (à cause de l'étang qui la bordait) qu'en 1290. C'est un monastère emblématique de l'ordre de Cîteaux,. Selon une tradition reprise dans l'Exorde de Cîteaux (Exordium magnum ordinis cistencensis) la date de fondation serait le 27 octobre 1136.
La communauté est dirigée par Robert de Châtillon sur l'Allier [†1163] (que l'on confond souvent avec un homonyme de la même époque : Robert 1er de Châtillon sur Seine, neveu de Saint Bernard de Clairvaux, et qui lui était clunisien, et Abbé de Dunes, près d'Ypres jusqu'en 1153, et qui est mort à Clairvaux en 1181 où il fut inhumé),
Les moines occupent des terres appartenant au seigneur Ebbes V de Charenton. C'est une zone boisée inhospitalière et marécageuse près du Cher. Ils occupent la terre sans titre, ne bénéficiant que d'une tolérance.
Une lettre datée de 1149, de saint Bernard à destination de l'abbé Suger, abbé de Saint-Denis et conseiller du roi de France Louis VII, alerte ce dernier sur la précarité dans laquelle vit la communauté cistercienne de Maison-Dieu-sur-Cher et lui demande de l'aider :

« Nos frères de la Maison-Dieu, au diocèse de Bourges, manquent de pain, et nous avons entendu dire que la récolte du seigneur le roi est abondante en ce pays et quelle s'y vend à bas prix. Nous vous prions de leur faire donner sur cette récolte ce que votre prudence jugera convenable, car mon seigneur le roi, quand il était dans la contrée, avait coutume de leur faire du bien. »

C'est en 1150 qu'une première charte d'établissement est faite par Ebbes V de Charenton. Il donne tous les droits seigneuraux qu'il possède au lieu-dit La Maison-Dieu, une part de bois, un cours d'eau depuis les moulins de Humbert jusqu'à l'abbaye et de terres à Chalais, Saint-Loup et Fleuret. Cette donation est faite aux moines de Clairvaux et «ad abbatiam faciendam». Ces droits sont pris aux moines bénédictins du prieuré de La Celle-Bruère qui avaient un prieuré à Bruère-Allichamps. Ebbes V de Charenton leur donne une compensation. Cette date de 1150, et cette charte, ont été considérés, par certains historiens, comme la date attestant de la fondation de l'abbaye Maison-Dieu-sur-Cher.

### Construction de l'abbaye
- Espaces de moines
- Espaces des convers

Plan type des abbayes cisterciennes :
Espaces de moines
Espaces des convers
1. Église, 2. Autel principal ou maître-autel, 3. Autel secondaire, 4. Sacristie, 5. Lavabos, 6. Escalier,
7. Clôture, 8. Chœur, 9. Banc des infirmes, 10. Entrée du cloître, 11. Chœur des convers, 12. Couloir des convers,
13. Cour, 14. Armarium, 15. Cloître, 16. Salle capitulaire,
17. Escalier du dormitorium, 18. (À l'étage) Dormitorium des moines,
19. Latrines, 20. Parloir, 21. Passage, 22. Scriptorium, 23. Salle des novices, 24. Calefoctorium, 25. Réfectoire des moines,
26. Chaire, 27. Cuisine, 28. Cellier, 29. Parloir des convers,
30. Réfectoire des convers, 31. Passage, 32. Magasins,
33. Escalier, 34. (À l'étage) Dormitorium des convers, 35. Latrines.

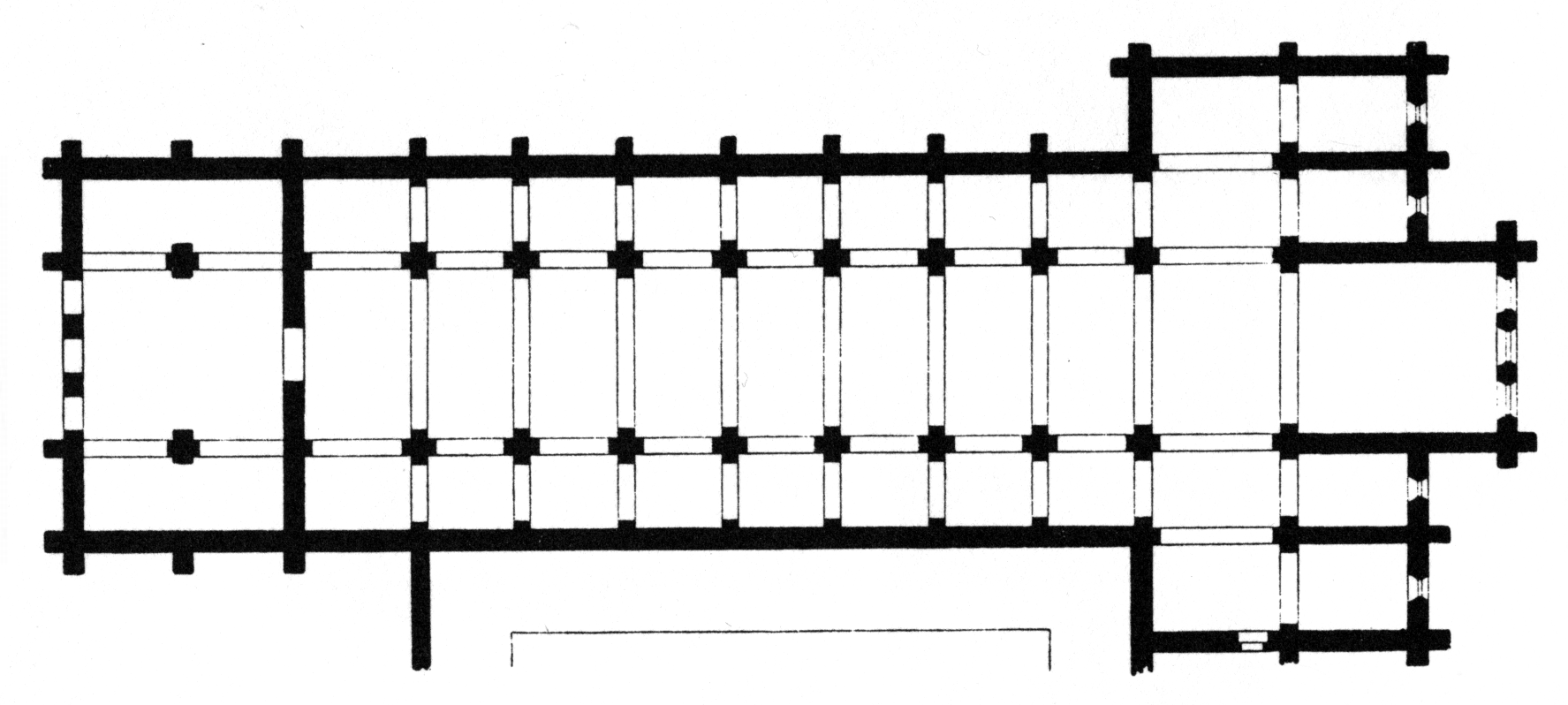
Plan de l'église abbatiale de Fontenay.

L'abbaye est édifiée pour l’essentiel au XIIe siècle. L'église est construite suivant le plan bernardin déjà utilisé pour l'abbatiale de Fontenay. Elle est consacrée en 1147. La construction du chœur, du transept et des deux dernières travées de l'église est achevé entre 1150 et 1160. Entre 1170 et 1190, construction du mur de l'église longeant le cloître, de la salle capitulaire, de la salle des moines et du dortoir des moines au premier étage à l'est du cloître. Enfin est construit le bâtiment des convers à l'ouest du cloître.
Au début du XIIIe siècle, un porche est accolé à la façade, et le réfectoire au sud du cloître est élevé dans les années suivantes. De 1270 à 1280, construction des galeries nord et ouest du cloître. La disparition progressive des convers entraîne la suppression de la ruelle des convers pour accéder au bâtiment des convers. Elle est remplacée par la galerie ouest du cloître qui est complété par les galeries est (avant 1350) et sud (vers 1300).
Un système hydraulique est mis en place dès le XIIe siècle. Les moines captent une source très proche, située au nord du transept de l'abbatiale. Des sondages ont montré l'existence d'un grand collecteur d'eau entoure l’ensemble des bâtiments monastiques groupés autour du cloître. La construction est homogène, d'une hauteur et d'une largeur oscillant entre 80 et 129 centimètres, il est formé de murs en moellons et couvert par une voûte en plein cintre brute de décoffrage, bandée d'arcs appareillés. Il semble avoir été construit au moment où les bâtiments monastiques sortaient de terre. D'autres installations hydrauliques ont été découvertes dans le monastère, dans le prolongement du grand collecteur. À l'intérieur du cloître, des canalisations aux dimensions bien plus petites, larges de 35 à 50 centimètres et profondes de 50 centimètres, ont été découvertes. Elles semblent avoir été régulièrement entretenues au Moyen Âge et au XVIe siècle.

### Premiers développements
La donation d'Ebbes V de Charenton est confirmée en 1159, à la demande de Pierre de La Châtre, alors archevêque de Bourges et primat d'Aquitaine, par Agnès, femme d'Ebbes. L'abbaye de Bussières qu'ils avaient fondée pour les moniales, et rattachée à l'abbaye de Noirlac. Ebbes VI de Charenton, fils du fondateur, confirme les donations de son père en 1189, et en ajoute d'autres à la demande de l'archevêque de Bourges, Henri de Sully.
Durant toute la première moitié du XIIIe siècle, les donations affluent, en bois, terre, vignes, étangs, moulins et maisons de ville, au profit de l'abbaye de Maison-Dieu-sur-Cher. On ira jusqu'à compter alors jusqu'à quatorze « granges », dix-sept fermes, deux cent soixante-quinze hectares de forêt, des maisons, des moulins, des près, des dîmes et des cens dont l'inventaire a été fait par Jean Plat dans son écrit sur l'abbaye.
Les seigneurs de Charenton et les grands donateurs sont enterrés dans le cimetière et dans le cloître. Les tombes de plusieurs abbés, d'Ebbes V et de sa femme Agnès, de leur fils Ebbes VI, de la fille de ce dernier, Mahaut, et de son mari Renaud de Montfaucon, devenu seigneur de Charenton, se trouvaient dans la salle capitulaire.
La première mention de l'abbaye sous le nom de Noirlac se trouve en 1322.

### Mise en défense
Pendant la guerre de Cent Ans (1337-1454), le Berry et le monastère sont fréquemment victimes de ravages. Ainsi, de 1358 à 1360, les soldats commandés par le capitaine anglais Robert Knolles occupent le monastère. D'autres troubles sont dus aux Grandes compagnies, puis aux Écorcheurs et à la Praguerie.
Pour leur défense, les religieux entreprennent de fortifier l'abbaye. Un certain Jean Bourguignon de Saint-Amand est chargé de la protection. Un donjon est construit. En 1423, le seigneur d'Orval, Guillaume d'Albret, confirme le droit accordé précédemment par son père, connétable de France, de faire fortifier l'abbaye et de faire assurer la garde par un capitaine. Après le traité d'Arras (1435), les Écorcheurs sont menés dans le Berry, entre 1435 et 1438, par Rodrigue de Villandrando, et par Jean de Bourbon (1420-1496).
Au printemps 1437, Villandrando et Jean de Bourbon se dirigent vers Saint Amand-Montrond et font du Château de Montrond, pour un temps leur quartier général. L'abbaye de Noirlac a plusieurs fois subi les conséquences des exactions de ces brigands. Le donjon est encore mentionné en 1724, mais toute trace de cette construction a disparu.
Après la fin de la guerre, la communauté vit la crise morale du mouvement. Car l'afflux de dons qui eut lieu jusqu'à la fin du XIIIe siècle au bénéfice de cette abbaye et les revenus que les moines en tirèrent, firent d'eux des rentiers qui n'avaient plus à œuvrer pour gagner leur subsistance. Cette situation avait peu à peu engendrée parmi les membres de la communauté cistercienne de Noirlac des dissensions et déviances. Deux faits divers sont rapportés illustrant cette dégradation : en 1459, un moine qui avait apostasié plusieurs fois est pourtant réhabilité par le chapitre général; en 1476, un moine est condamné à la prison perpétuelle par le chapitre général pour avoir tué un moine.
Diverses enquêtes sont menées, avec les abbés de Reigny, de Fontmorigny et de Chalivoy, pour éclaircir les agissements des moines et punir les coupables. La dernière tentative de restauration est menée en 1521 par l'abbé de Bouras qui est chargé par le chapitre général de visiter l'abbaye de Noirlac et de la réformer.

### Le régime de la commende
L'abbaye de Noirlac est mise en commende en 1510. L'abbé, nommé par le roi et non plus élu par le chapitre, dirige l'abbaye, mais n'a plus l'autorité religieuse. La vie quotidienne va être modifiée. L'abbé installe son logis dans l'ancien bâtiment des convers, au-dessus du cellier. L'abbé et les moines ont une entrée commune, sous le donjon. Lorsque l'abbé ne réside pas en permanence au monastère, un prieur est nommé pour assurer le bon fonctionnement de l'abbaye.
En 1569, les protestants commandés par Wolfgang de Bavière, duc de Deux-Ponts (Zweibrücken), traversent à marche forcée le Berry dans sa partie nord-est. L'armée huguenote allemande se contente de piller les églises qui se trouvent sur son chemin. Ce n'est donc pas à cette armée huguenote qu'il faut attribuer la destruction du porche de l'église et celle du pignon Nord du transept de l'abbaye de Noirlac, ainsi que l'incendie de la partie sud du bâtiment des convers. Ils semblent seulement responsables du pillage de granges appartenant à l'abbaye.
Un livre terrier datant de 1600 décrit les lieux sans noter de dégradations dans l'abbaye.
En revanche, la Fronde inflige d'importantes destructions à l'abbaye. Entre 1650 et 1652, le prince Louis II de Bourbon-Condé, dit le Grand Condé, tient la forteresse de Saint-Amand Montrond, assiégée par les troupes royales. Les troupes des deux partis prennent et reprennent l'abbaye pendant le siège du château. Il en résulte de nombreuses dégradations et destructions. La démolition de plusieurs bâtiments de l'abbaye par les soldats des deux partis est signalée en 1654 par l'abbé de Noirlac, mais il n'y a pas de réparations importantes. Il ne reste alors plus que 4 moines à Noirlac.
Dans la deuxième moitié du XVIIe siècle, les bâtiments sont partagés entre l’abbé commendataire qui dispose du bâtiment des convers, de la galerie du cloître ouest et de la grande cuisine, et les moines. Les religieux ont le cloître, le dortoir, le réfectoire, la chambre des hôtes et les greniers au-dessus des trois autres galeries du cloître. Les moines profitent d'une tolérance accordée par le pape Alexandre VII pour diviser le dortoir en cellules.
On connaît l'état de l'abbaye au début du XVIIIe siècle par une visite faite par l'historien et liturgiste Edmond Martène, grand spécialiste de la Règle de saint Benoît. Il note :

« L'abbaye de Noirlac où je fus de Font-morigni a conservé plus de restes de son ancienne splendeur. Les cloîtres, le chapitre, le parloir, le noviciat, le réfectoire, la cuisine, marquent quelque chose de grand. La cheminée de la cuisine est d'une structure singulière. Car elle-est double et s'avance jusqu'au milieu de la cuisine, on médit que monsieur le prince l'ayant vue, ne pouvait cesser de l'admirer. L'église est encore tout entière, les chaires du chœur se ressentent de la simplicité du temps de saint Bernard. Je n'en ai vu que fort peu de semblables. L'abbé de Clairvaux faisant sa visite, en fit retrancher la moitié…. »

### Travaux de restauration
Malgré les travaux entrepris par l'abbé Claude de Mauroy, l’abbaye était en piteux état lorsqu'Antoine Louis d'Aurillac est nommé abbé commendataire. Un état des travaux à réaliser est dressé en 1717. L'état de l’abbaye est dégradé, au point que l’abbé commendataire habite à l'hôtel Saint-Vic à Saint-Amand-Montrond, et les moines « mangent dans un lieu malsain où étaient les nécessaires ». L'abbé organise, dans un premier temps, le partage des biens et revenus de l’abbaye : l'abbé reçoit la maison de saint Vic (l'actuel musée) à Saint-Amand-Montrond et le dortoir des convers est attribué aux moines. Les travaux sont à la charge de l’abbé qu'il finance par les biens et revenus de l’abbaye. Il débute ensuite un ensemble de travaux dont une première tranche est réalisée de 1724 à 1730.
D'autres travaux d'aménagement sont menés à partir de 1740. C'est de cette période que datent les chambres confortables dans le dortoir des moines. Le bâtiment se trouvant entre l'aile orientale, le bâtiment des moines, et l'ancien réfectoire sont réaménagés en l'agrandissant d'une pièce. L'église reçoit des boiseries. Les moines font établir des chambres d'hôtes dans l'ancien réfectoire. Un escalier monumental est construit pour accéder au chambres d'hôte.
Un rapport transmis en 1766 à l'archevêque de Bourges décrit l'état de l'abbaye alors qu'Antoine Louis d'Aurillac est abbé depuis plus de 40 ans. L'abbaye ne compte plus que cinq religieux, ils sont tous prêtres, l'église est bien entretenue, les bâtiments sont en bon état, le dortoir est neuf avec sept chambres et une chambre d'archives et une autre servant d'infirmerie.

### Révolution française
En 1790, l'abbaye est sécularisée et en 1791, elle est vendue comme bien national à un dénommé Jean Amable Desjobert, qui en fait sa résidence de campagne pour 150 000 livres. Jean Amable Desjobert (04/11/1735-1814) est secrétaire des commandements du Maréchal de Soubise (secrétaire du Roi au Parlement de Paris). Veuf, sans enfant, il habite à Saint-Amand. Il est incarcéré comme suspect pendant la Révolution. Il laisse ses terres à la ville, qui donne son nom à une promenade.

### XIXesiècle: la manufacture
En 1822, Hall, un citoyen d'origine britannique ayant déjà des intérêts dans des faïenceries de Creil, Montereau et Gien, rachète l’abbaye pour y installer une manufacture de porcelaine. L'activité de la manufacture est attestée de 1822 à 1866. L'église est divisée par un plancher en deux étages. Des fours à porcelaine sont placés contre le mur nord du collatéral. Les greniers du cloître sont rehaussés et agrandis. Deux grandes ouvertures sont percées dans la galerie sud du cloître entraînant à terme l'effondrement des voûtes. Les ouvertures de la galerie du cloître sont murées. Le cloître lui-même est rehaussé pour y établir de grands greniers de séchage et de stockage des porcelaines. En 1833, Hall revend l'abbaye à la famille Pillivuyt de Foëcy, propriétaire d'une manufacture qui existe encore à Mehun-sur-Yèvre. Après une période de location, Pillivuyt reprend l’abbaye en 1848. La fabrique est rattachée à celles du porcelainier en 1854.

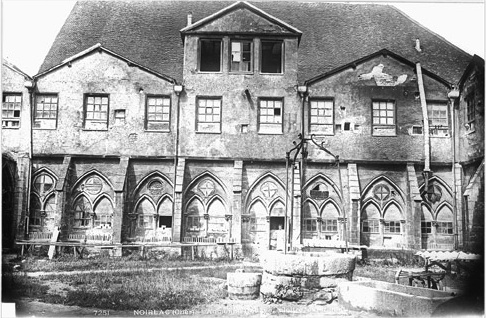
Galerie ouest en 1877.

En 1837, Prosper Mérimée visite l'abbaye. La dégradation due aux aménagements porcelainiers et le manque d'entretien des couvertures est dénoncée en 1838 dans ses Notes d'un voyage en Auvergne:

« Il est à regretter qu'une église aussi vaste, et à certains égards aussi remarquable que celle de Noirlac, ait reçu une destination qui la dénature si complètement. Des planchers et des murs de refend cachent toutes les dispositions primitives ; la nef est devenue un magasin et il n'est pas une salle ancienne ou moderne, à laquelle les besoins de la manufacture n'aient apporté de grands et tristes changements. »

Elle est classée Monument historique en 1862, mais cela n'a en rien empêché les déprédations commises par les propriétaires de l'usine. En 1866, l'exploitation se termine et les ouvriers de la manufacture sont repris par une entreprise nouvellement créée à proximité, à Bruère-Allichamps, la fabrique Avignon , qui existe encore en 2024 sous le nom d'Avignon Ceramic. Des clichés photographiques réalisés par Jean-Eugène Durand (1845–1926) en 1877 sont éloquentes. Sur l'une d'elles, on voit la galerie ouest depuis le centre du cloître et le bâtiment des convers. La galerie est murée, le bâtiment est surélevé d'un étage, avec un deuxième étage supplémentaire sous un nouveau pignon central. La porcelaine sèche devant la galerie.

### Du centre social au monument visitable
Après la fin de l'exploitation commerciale, les bâtiments font l'objet d'examens approfondis. L'abbé Jules Pailler, (1858-19..), curé de Saint-Amand-Montrond, s'investit particulièrement et, au cours des fouilles dans l'armarium en 1893, il découvre dans un enfeu un squelette avec à ses côtés une crosse en bois qui est probablement celui de Robert de Châtillon, fondateur de l'abbaye, qui n'avait pas été enterré dans la salle capitulaire comme les autres abbés puisque cette salle n'existait pas au moment de sa mort.
L'abbé Jules Pailler achète l'abbaye en 1893 afin de tenter d'y installer un orphelinat industriel et agricole, mais le projet n'aboutit pas. Entre-temps, l'architecte départemental des monuments historiques Georges Darcy et l'historien Alphonse Buhot de Kersers alertent le ministère sur l'entretien du monument, et c'est sur un rapport établi par Paul Selmersheim, inspecteur général des monuments historiques, que les Monuments historiques décident de s'associer avec l'abbé Pailler pour restaurer les bâtiments.
Le monastère est de nouveau mis en vente, et en 1896, l'abbaye est achetée par une communauté qui s'appelait les Sœurs épouses du Sacré-Cœur de Jésus pénitent sis de Loigny Eure-et-Loir. Cette communauté est condamnée par le Saint-Office en 1896. La communauté religieuse est dissoute par la loi de 1901 sur les associations et ses biens sont mis sous séquestre.
Le 29 décembre 1909, Étienne Dujardin-Beaumetz qui est alors sous-secrétaire d'État aux Beaux-Arts, visite l'abbaye. C'est alors que le département du Cher se porte acquéreur de l'abbaye avec une aide financière conséquente de l'État. Le service des Monuments Historiques fait des travaux conservatoires. Les travaux sont dirigés par Lucien Roy (1850-1941) puis par Henri Huignard (1891-1950),.
Entre 1909 et 1910, l'abbaye sert de colonie de vacances aux Petits chanteurs à la Croix de bois.
En 1938 et 1939, l’abbaye est utilisée comme camp d’internement pour les réfugiés espagnols chassés par la guerre civile, qui sont plusieurs centaines après la Retirada.
Ils sont 5 000 réfugiés au cours de l'année 1939 dont un convois de 600 personnes le 31 janvier 1939, essentiellement des femmes et des enfants mais le 17 février 1939, on ne comptait que 677 personnes dont 233 femmes et 373 enfants, qui furent ensuite répartis lors des regroupements familiaux . En avril 1939, jean Zay, alors ministre des Beaux-Arts avait demandé l'évacuation des bâtiments classés Monuments Historiques, mais le préfet n'avait pas pu obtempérer faute de solution de recours  et c'est en octobre 1939 que les réfugiés encore présents seront transférés à Chateaufer . 
Ensuite, un hôpital provisoire avec 70 lits est ouvert pour soigner les épidémies et les maladies causées par les carences alimentaires. Le camp est fermé à l’été 1939. Puis, pendant la guerre, l'abbaye sert d'annexe à l'hospice de Saint-Amand-Montrond.
En 1949, l'abbaye est à nouveau inoccupée. Les travaux de restauration débutent en 1950. Ils durent jusqu'en 1980. Les vitraux de l'église et du réfectoire ont été réalisés sur les cartons de Jean-Pierre Raynaud et mis en place en 1977.

## Filiation et dépendances
Noirlac est fille de l'abbaye de Clairvaux.

## Liste des abbés
La liste des abbés de l'abbaye de Noirlac a été dressée par Dom Chevillard depuis sa fondation jusqu'à l'année 1746, et un dernier abbé a été ajouté.

### Abbés réguliers
- 1136 Robert de Châtillon sur l'Allier
- 1163 Guido, c'est-à-dire Guy I
- 1170 Francon
- 1180 Guillaume I
- 1218 Robert II
- 1223 Hélie
- 1230 Robert III
- 1232 Raoul
- 1240 Robert IV
- 1243 Pierre
- 1256 Garnier
- 1270 Guy II
- 1274 Hugues
- 1282 Guillaume II
- 1291 Bérenger
- 1298 Jean I
- 1313 Renauld
- 1349 Gaultier
- 1365 Renauld de Corbigny
- 1410 Jean Tendron
- 1423 Guillaume de Villeneuve
- 1426 Hervier
- 1444 Jean II
- 1451 Hervier Persil
- 1470 Hervier Aubry
- 1493 Robert Sandrin
- 1502 Jean de la Châtre
- 1506 Dauphin Torloys

### Abbés commendataires
- 1510 Claude de Mesnil
- 1514 Étienne de Mesnil
- 1520 Jean Pennot
- 1538 Jacques d'Albret
- 1544 César Juvenal
- 1557 Tiburce Burce
- 1573 Tiburce Burce le Jeune
- 1581 Pierre de Thollet
- 1591 Jean de Thollet
- 1600 Guillaume de l'Aubespine
- 1613 Charles de l'Aubespine
- 1648 Camille de Neuville
- 1654 François de Berthemet
- 1692 Claude de Mauroy
- 1714 Antoine Louis d'Aurillac
- 1759 Charles François de Lubersac

## Galerie de photos

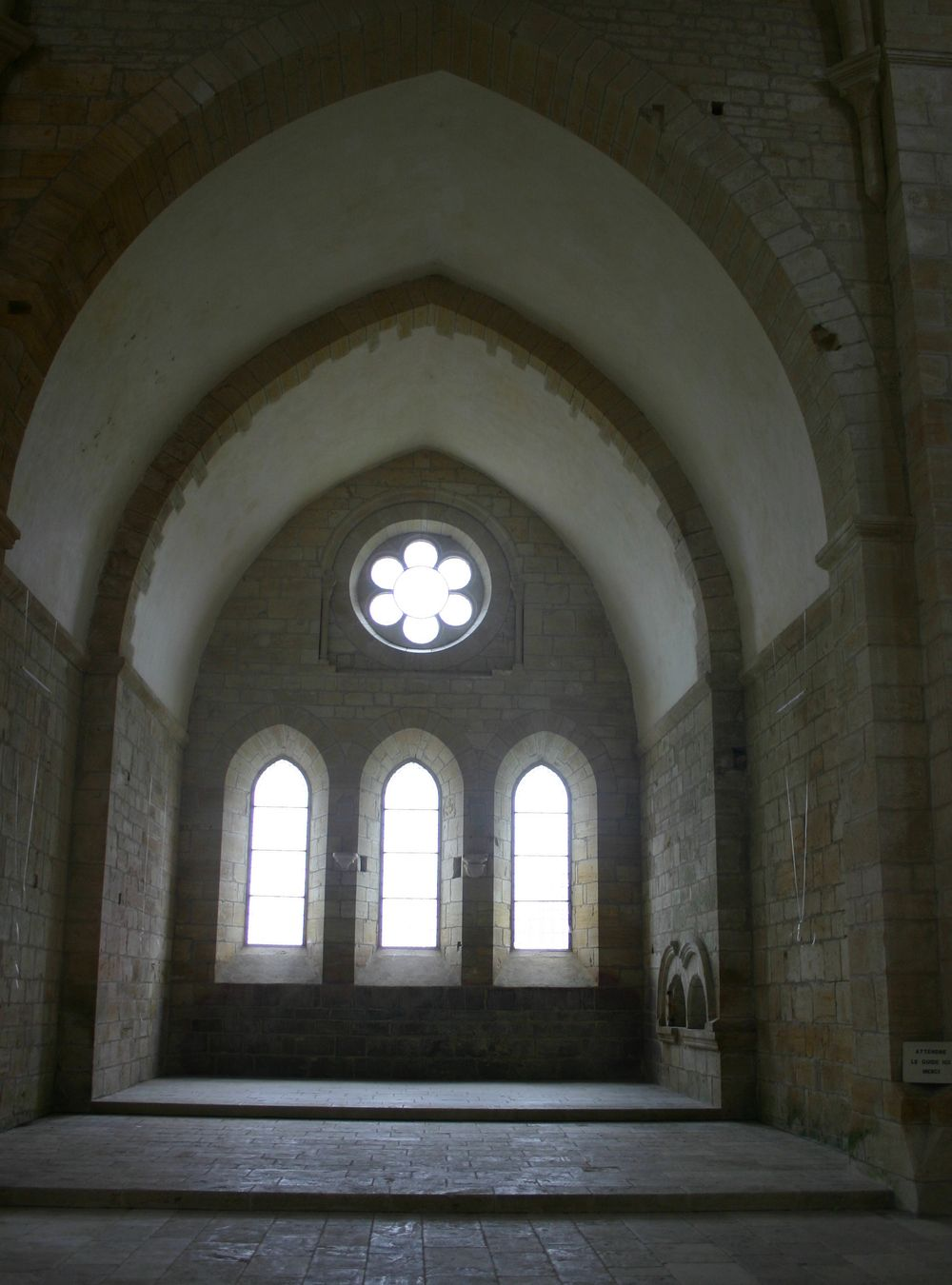
Le chœur de l'abbatiale.
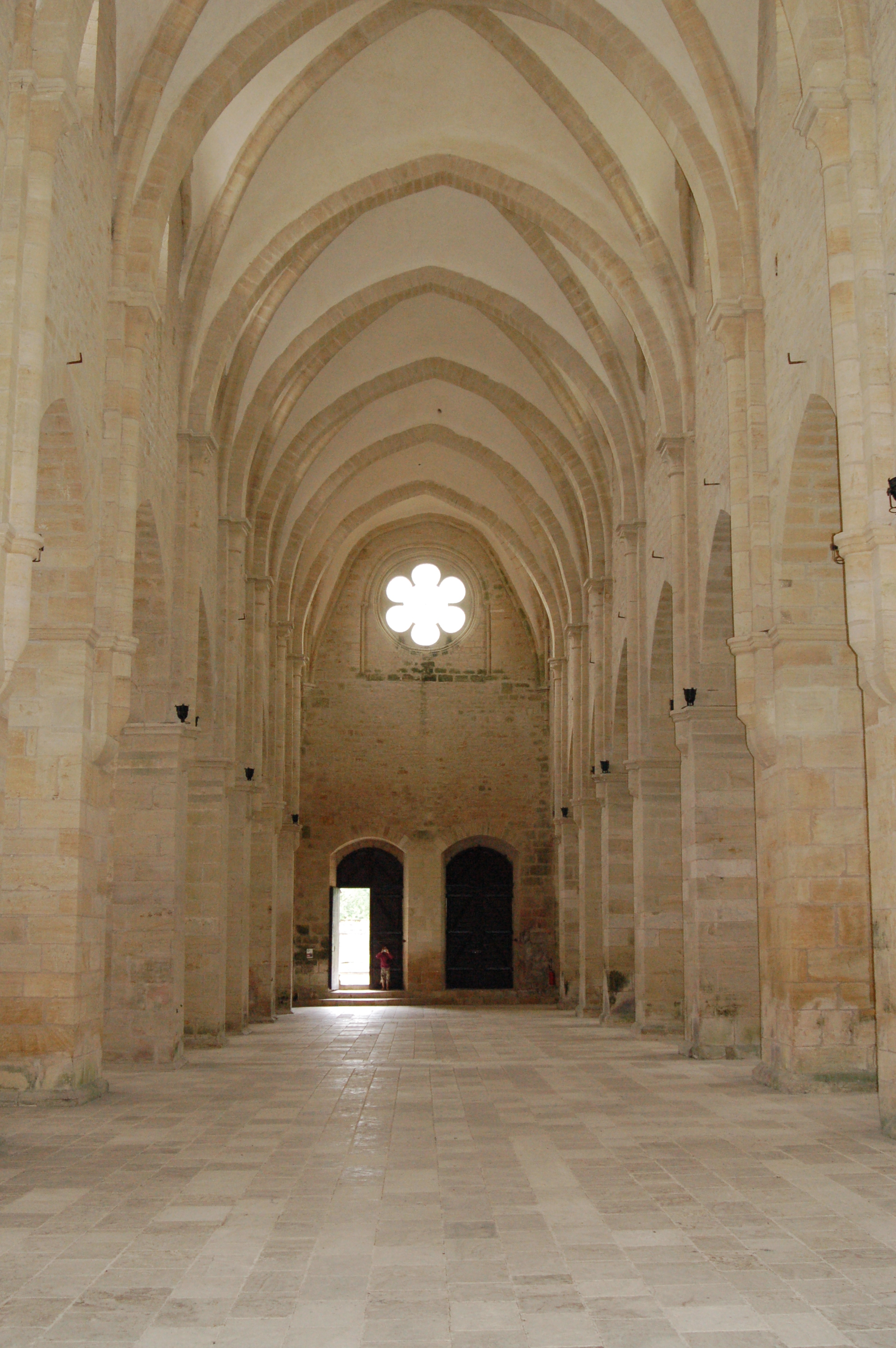
La nef de l'abbatiale.
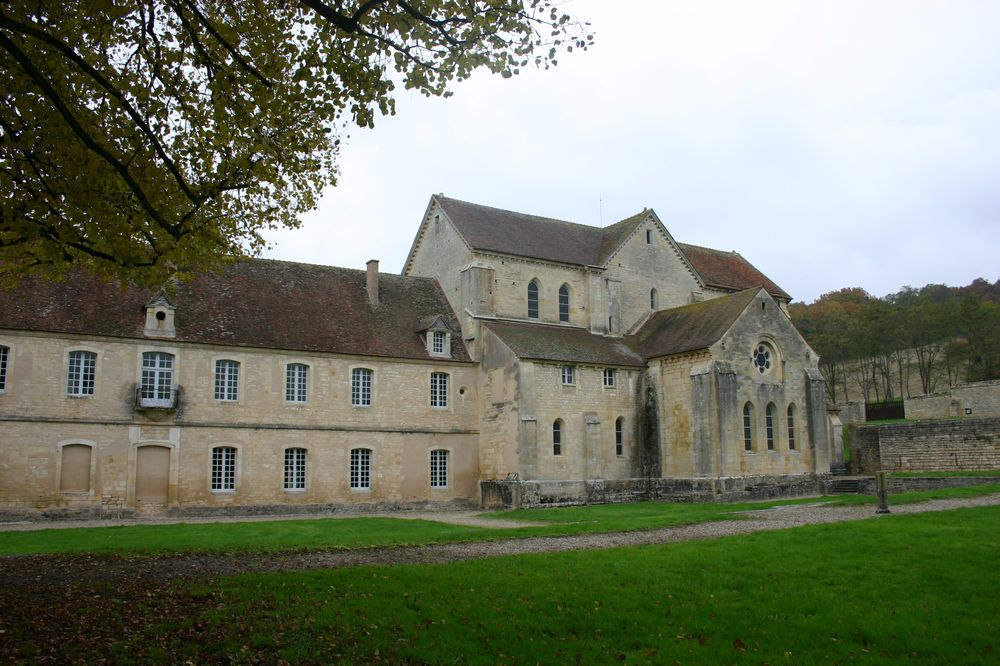
L'ancien dortoir des moines et l'abbatiale.
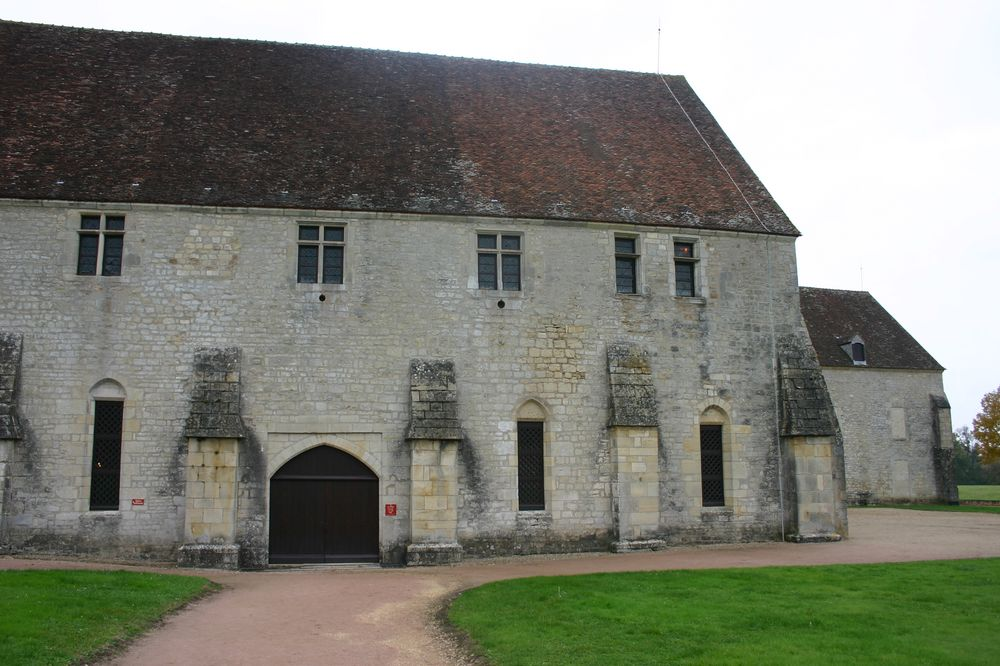
Le cellier.

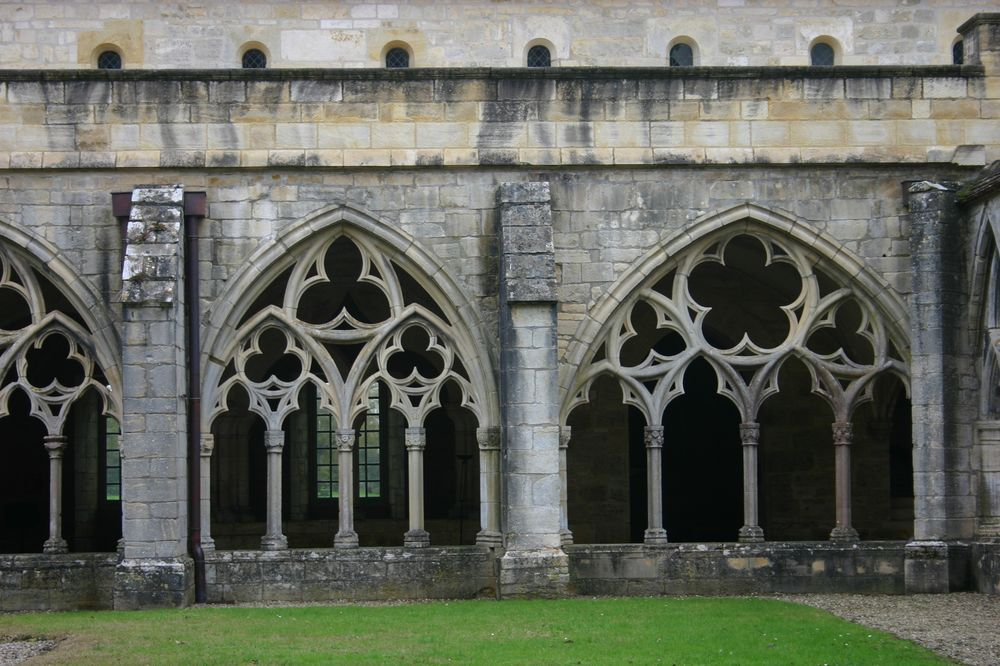
Le cloître.
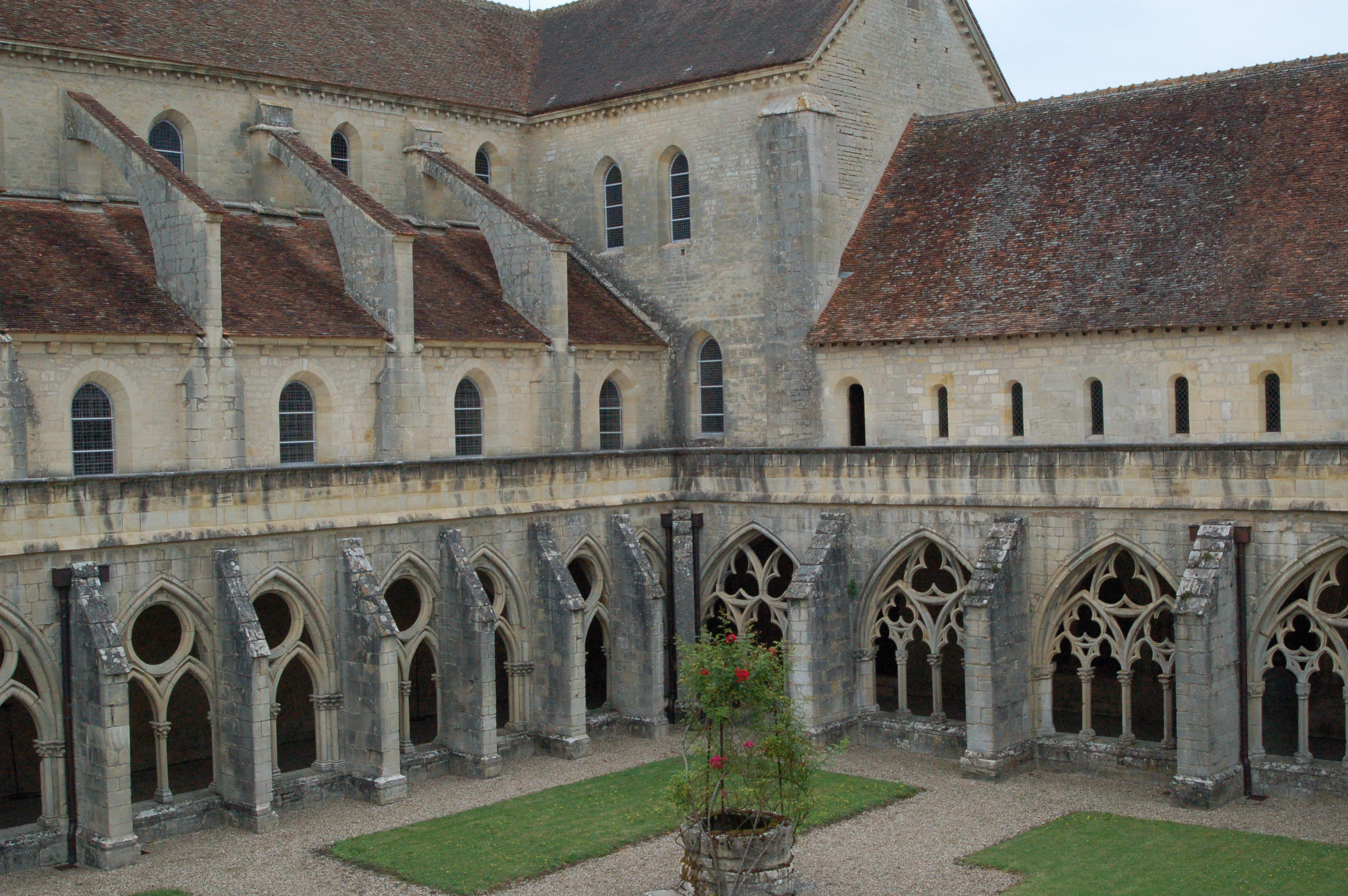
Le cloître et l'abbatiale.
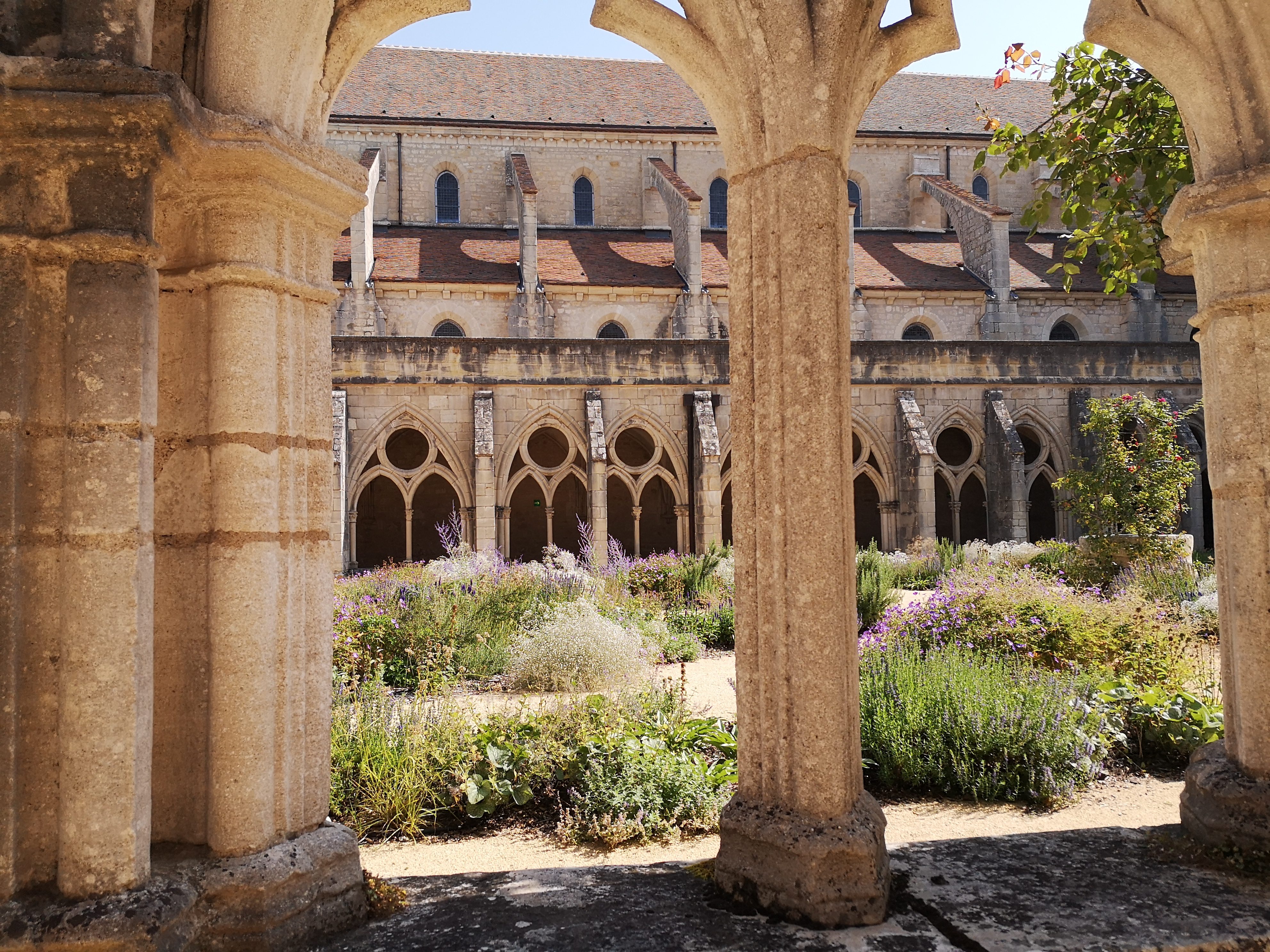

## Culture

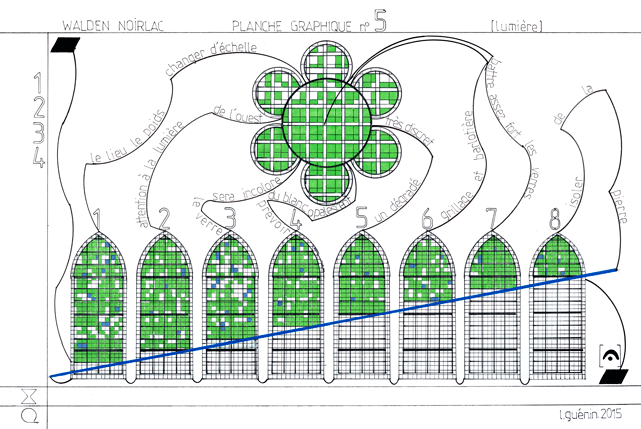
Une des partitions de la pièce WALDEN [abbaye de Noirlac] de Loïc Guénin, Le Phare à Lucioles.

L'abbaye de Noirlac est un centre culturel de rencontre.
En 2007, le conseil départemental du Cher créé un établissement public de coopération culturelle pour gérer Noirlac. En 2008, l'établissement obtient du ministère de la Culture le label centre culturel de rencontre (CCR). Depuis, l'abbaye porte un projet autour de la sauvegarde et de la mise en valeur de son patrimoine d'exception ainsi qu'au travers d'un projet de création et de transmission en accueillant de nombreux artistes.
En 2015, le compositeur Loïc Guénin, accueilli en résidence de création, compose une partition graphique intitulée WALDEN [abbaye de Noirlac] en s'appuyant sur l'architecture et l'histoire de l'abbaye. La pièce est créée, lors des Journées européennes du patrimoine, par l'ensemble Ars Nova.[réf. nécessaire]

## Tourisme
L'abbaye est ouverte aux visiteurs de février à décembre. En 2018, elle accueillait environ 40 000 visiteurs par an . De nombreuses animations sont proposées : les Nouvelles Traversées (le festival de musique et d'art de l'abbaye qui se déroule sur trois week-ends fin juin), des expositions temporaires, des rencontres ou encore des activités pour les enfants, etc..